# Esbjerg Højskole
Esbjerg Højskole var en dansk folkehøjskole, der blev grundlagt af arbejderbevægelsen i 1910. Den var Danmarks ældste og en af verdens ældste arbejderhøjskoler. Højskolen har plads til 225 elever.
Skolens forstandere tæller bl.a. Julius Bomholt, Poul Hansen og Ivar Nørgaard, som alle senere gjorde politisk karriere i lighed med mange af underviserne og eleverne. 
Den nuværende bygning blev taget i brug i 1955. Siden var kursusvirksomhed, bl.a. for tillidsrepræsentanterne i LO's medlemsforbund, blevet en større del af grundlaget for højskolen. Siden 1980'erne var der et mediecenter, der bl.a. anvendtes af højskoleeleverne på journalistlinjen. Højskolen tilbød også en politik-linje, der bl.a. tiltrak unge fra de politiske partiers ungdomsorganisationer.
Den 21. februar 2012 indgav skolen konkursbegæring efter et bestyrelsesmøde; den havde siden den 17. oktober 2011 været under rekonstruktion.
Højskolen blev efterfølgende solgt til Esbjerg Kommune, der nu forpagter hovedbygningen og værelsesbygningerne ud til private aktører. I dag, efter nænsom renovering og modernisering med respekt for historien, fungerer den gamle højskole som Esbjerg Conference Hotel.
Esbjerg Conference Hotel, der d. 1. november 2013 slog dørene op for sine gæster, fungerer i dag som hotel, konferencecenter, ferieresort og selskabsforretning med egen hotelrestaurant. Herudover afholdes der dinnerkoncerter, foredrag og festivaler på de smukke, grønne områder. Sidenhen er navnet blevet forkortet til ECH Park.